# Гросс, Ариэла
Ариэла Джули Гросс (англ. Ariela Julie Gross, род. 1965) — американский историк. Ранее она занимала должность профессора права и истории имени Джона Б. и Элис Р. Шарп в Школе права имени Гулда при Университете Южной Калифорнии (USC), а теперь является заслуженным профессором права в Школе права Калифорнийского университета в Лос-Анджелесе.

## Юные годы и образование
Гросс родилась в 1965 году и выросла в Принстоне, штат Нью-Джерси. Она была выбрана для участия в Программе президентских стипендиатов после окончания Принстонской средней школы в 1983 году; Гросс возглавила усилия по подписанию Президентскими стипендиатами петиции с требованием заморозить ядерную программу, которая была представлена президенту Рональду Рейгану с подписями 14 из 140 лауреатов того года. Она училась в Гарвардском университете, где получила степень бакалавра искусств по истории и литературе, а затем получила степень доктора права в Стэнфордской школе права, а также степень магистра и доктора философии в Стэнфордском университете.

## Карьера
Получив степень доктора философии, в 1996 году Гросс присоединилась к преподавательскому составу Школы права имени Гулда при Университете Южной Калифорнии (USC). В первые годы обучения в школе Гросс получила три стипендии: стипендию Гуггенхайма, стипендию Фредерика Дж. Буркхардта от Американского совета научных обществ и долгосрочную стипендию Национального фонда гуманитарных наук в библиотеках Хантингтона. Это позволило ей исследовать интерпретацию расовой идентичности американскими судами на протяжении всей истории. Исследования Гросс привели к публикации её первой книги под названием «Двойной характер: рабство и господство в зале суда Южного округа до Гражданской войны». Книга посвящена судебным разбирательствам гражданских споров по поводу собственности на дальнем Юге до Гражданской войны в США. Она особенно сосредоточилась на правовом споре о рабовладении, который требовал поставить под сомнение не только моральное суждение о рабах как о людях, но и моральное суждение о рабовладельцах. В 2007 году Гросс было присвоено почётное звание профессора права и истории имени Джона Б. и Элис Р. Шарп в Университете Южной Калифорнии.
После назначения на должность преподавателя Гросс опубликовала свою вторую книгу «О чём не расскажет кровь: история расовых испытаний в Америке» в издательстве Гарвардского университета. В книге основное внимание уделяется тому, как американское общество формировало расу как социальную и политическую конструкцию, и почему расовая идентичность важна. Её книга получила премию Лилиан Смит 2009 года, премию Джеймса Уилларда Херста-младшего и премию Американской ассоциации политических наук за лучшую книгу о расе, этнической принадлежности и политике. В следующем году она приняла участие в краткосрочной стажировке в Японии по линии Организации американских историков и Японской ассоциации американистики, чтобы преподавать в Киотском университете.
В 2017–2018 учебном году Гросс была научным сотрудником Центра перспективных исследований в области поведенческих наук при Стэнфордском университете, где работала над рукописью будущей книги. В январе 2020 года Гросс и Алехандро де ла Фуэнте совместно опубликовали книгу «Стать свободным, стать чёрным: раса, свобода и закон на Кубе, в Луизиане и Вирджинии» в издательстве Cambridge University Press. Они исследовали три рабовладельческих общества XVIII и XIX веков — Кубу, Вирджинию и Луизиану — чтобы объяснить, как свободные и порабощённые цветные люди использовали закон, чтобы обрести свободу. В апреле Ариэла была избрана членом Общества американских историков.
За 27 лет работы на факультете Университета Южной Калифорнии Гросс стала соучредителем Центра права, истории и культуры Университета Южной Калифорнии, а также Междисциплинарного семинара по праву и гуманитарным наукам для молодых учёных. Осенью 2023 года Гросс присоединилась к юридической школе Калифорнийского университета в Лос-Анджелесе в качестве почётного профессора.

## Публикации
- "The manners of the people" : etiquette for the American republic, 1830-1860, 1987
- Pandora's box : slavery, character, and Southern culture in the courtroom, 1800-1860, 1996
- Litigating whiteness : trials of racial determination in the nineteenth century south, 1998
- Double character : slavery and mastery in the antebellum southern courtroom (Princeton University Press), 2000[9]
- What blood won't tell : a history of race on trial in America (Harvard University Press), 2008[11]
- Becoming Free, Becoming Black: Race, Freedom and Law in Cuba, Virginia, and Louisiana (соавт. с Алехандро де ла Фуэнте[англ.], Cambridge University Press), 2020[19]